# 栂野知子
栂野 知子（とがの ともこ）は、日本の作曲家。主に小中学生向けの合唱曲を手がける。元小・中学校教諭。

## 経歴
教員を目指し、千葉大学教育学部中学校教員養成課程音楽科専攻に入学。大学ではオーケストラに所属し、ヴィオラを担当していた。卒業後、千葉県内の公立中学校に教諭として勤務。その後、結婚を機に夫の転勤に伴い、札幌など、全国各地の学校に勤務。
大田区立中学校在職中に合唱曲の作曲を始める。

## 人物・エピソード
- 産休代替として札幌の小学校に赴任。子どもたちと打ち解けるために自作の曲を作り、朝の会で毎日のように歌っていた。その際に歌っていた曲は、後に『レッツゴー！あしたへ』として出版された[5]。
- 作曲家・山崎朋子の公開授業に出向いた際、先生が作った曲を生徒たちが生き生きと歌う姿に大きな感動を覚え、本格的に作曲活動を始めた。
- 小学校勤務時、中学年向けの選曲に苦労した経験から、易しすぎず難しすぎない、3・4年生が楽しく歌える楽曲を意識して作曲している。

## 作品
混声合唱
- 時を越えて
- 君と歩こう
- My Own Road〜僕が創る明日〜
- Under the Same Sky
- 僕らの奇跡
- 終わらない旅へ（作詞：大田区立御園中学校卒業生）
- 言葉さがして
- 心つないで
- 心に風が吹いたら
- 君を待つ空
- つぼみが開くように
- 広い世界が待っている
- 待っているから
- 約束のあした
- やさしさのかけら
- Voyager

同声合唱
- 小さな勇気
- 青空に深呼吸
- 明日へつなぐもの
- ありがとうの約束
- Change!
- 世界でひとつのハーモニー
- ぼくの太陽
- 出会えた君へ
- レッツゴー！あしたへ
- おはようのエール（斉唱）
- コツコツパワー（斉唱）
- 笑顔のヒ・ミ・ツ
- オトナになるって
- つむぐ思い
- 時のおくりもの
- はじまりの気持ち
- またあした
- もう一度伝えたい
- 夢のつぼみ

## 著書・メディア
- 小学生のためのソングブック 明日へつなぐもの（音楽之友社）
- 栂野知子混声合唱曲集 君と歩こう（音楽之友社）
- クラス合唱名曲秘話 楽譜に書ききれなかったこと（音楽之友社）
- 栂野知子･若松歓 子どもを育てる新曲と指導 小学校版［DVD］
- 栂野知子･若松歓 授業に役立つ新曲と指導 中学校版［DVD］